# 中国东川泥石流国际汽车越野赛
中国东川泥石流国际汽车越野赛（International Dongchuan Debris Rally，IDDR）是在中国云南省昆明市东川区的泥石流河谷中举办的一项汽车越野拉力比赛，自2004年至2018年，已连续举办了15届比赛。
中国东川泥石流国际汽车越野赛自2007年以来，正式升级为国家级正式比赛，成为中国汽车运动联合会辖下，中国汽车越野系列赛的一站。